# Rabiner
Rabiner je priimek več oseb:
- Jurij Iljič Rabiner, sovjetski general
- Lawrence R. Rabiner, ameriški inženir